# Carlos Roberto de Moraes Jr
Pour les articles homonymes, voir Pio et De Moraes.
Carlos Alberto Pio de Moraes Jr (né le 27 février 1990 à Ituverava dans l'État de Sao Paulo) est un athlète brésilien, spécialiste du saut en longueur et du relais 4 × 100 m.
Sur le saut en longueur son meilleur résultat est de 7,73 m (-2,0 m/s) obtenu à São Paulo le 23 février 2008, ce qui lui a permis de participer aux Championnats du monde juniors à Bydgoszcz la même année. Il avait déjà participé à ceux jeunesse d'Ostrava en 2007 (avec 6,95 m comme meilleur saut).
Son apport au relais brésilien est nettement plus significatif puisqu'il a remporté une médaille d'or lors Championnats d'Amérique du Sud d'athlétisme 2011 à Buenos Aires avec le relais 4 × 100 mètres composé de Nilson André, lui-même et Sandro Viana. Il est sélectionné pour Daegu 2011.